# 進擊的巨人 人類最後之翼
《進擊的巨人 人類最後之翼》是由Spike Chunsoft開發，於任天堂3DS上運行的動作遊戲，改編自諫山創的漫畫作品《進擊的巨人》，遊戲在2013年12月5日於日本發售，2014年12月4日發行升級版本《進擊的巨人 人類最後之翼 CHAIN》。北美版和歐洲版由Atlus發行，北美於2015年5月12日發行，歐洲於2015年7月2日發行。

## 遊戲機制
玩家在遊戲中扮演《進擊的巨人》中的角色，也可以自創角色，玩家可控制角色使用立體機動裝置來攻擊巨人。在最新版本中，遊戲中有故事模式、單人模式、線上多人模式並支援Circle Pad Pro。

## 評價
該遊戲受到的評價以負面居多，IGN在滿分10分中給出4.9分，Metacritic在滿分100分中給出46分。GameSpot在滿分10分中給出4分，並評道「《進擊的巨人》有相當大的遊戲改編潛力和吸引力，不過這款遊戲並沒有辦到」。《任天堂世界報》在滿分10分中給3分，稱這款遊戲不值得玩，甚至期待它被回收。USgamer在滿分5分中給1.5分，稱「如果你真的很喜歡《進擊的巨人》，那你最好把時間用來重看一次」。Destructoid的評價相對正面，在滿分10分中給7分，稱「遊戲通常沒辦法突破3DS的限制，不過它捕捉到了動畫裡的迷人世界。」

## 外部連結
- Official website （页面存档备份，存于） at Spike Chunsoft （日語）
- Official website （页面存档备份，存于） at Atlus （英語）